# Júlia Sebestyén

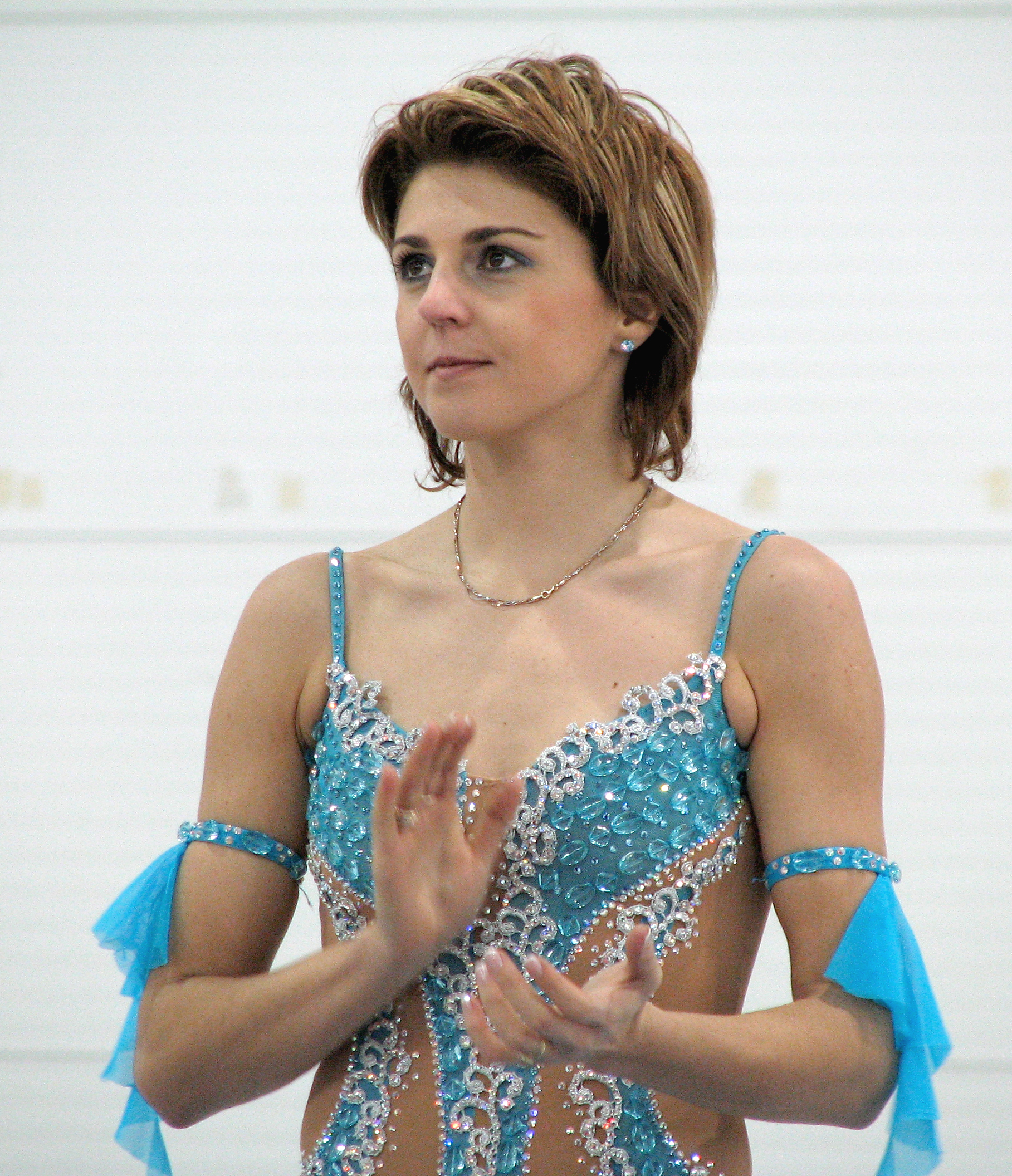
Júlia Sebestyén (2008)

Júlia Sebestyén (Miskolc, 14 mei 1981) is een Hongaars kunstschaatsster.
Sebestyén is actief als individuele kunstschaatsster en wordt tegenwoordig gecoacht door Gurgen Vardanjan.
Júlia Sebestyén werd op het EK van 2004 Europees kampioene en werd daarmee de derde Hongaarse die een internationale titel bij de vrouwen in het kunstschaatsen won. Haar landgenoten Lily Kronberger (van 1908-1911) en Opika von Méray Horváth (van 1912-1914) behaalden gezamenlijk zeven wereldtitels oprij.

## Persoonlijke records
| records             | punten | datum      | toernooi     |
| ------------------- | ------ | ---------- | ------------ |
| Hoogste totaalscore | 165.22 | 01-11-2003 | Skate canada |
| Hoogste korte kür   | 61.28  | 28-01-2005 | EK 2005      |
| Hoogste lange kür   | 107.60 | 01-11-2003 | Skate Canada |

## Belangrijke resultaten
| Kampioenschap           | 94/95  | 95/96 | 96/97 | 97/98 | 98/99  | 99/00  | 00/01  | 01/02 | 02/03 | 03/04 | 04/05 | 05/06 | 06/07 | 07/08 | 08/09 | 09/10 |
| ----------------------- | ------ | ----- | ----- | ----- | ------ | ------ | ------ | ----- | ----- | ----- | ----- | ----- | ----- | ----- | ----- | ----- |
| Olympische Spelen       |        |       |       | 15e   |        |        |        | 8e    |       |       |       | 18e   |       |       |       | 17e   |
| Wereldkampioenschap     |        |       |       | 19e   | 19e    | 7e     | 18e    | 8e    | 14e   | 6e    | 12e   | 22e   | 12e   | 11e   |       | 15e   |
| Europees Kampioenschap  | 15e    |       |       | 17e   | 6e     | 6e     | 6e     | 10e   | Brons | Goud  | 4e    | 14e   | 9e    | 4e    | 8e    | 6e    |
| Nationaal Kampioenschap | Zilver |       | Brons |       | Zilver | Zilver | Zilver | Goud  | Goud  | Goud  | Goud  | Goud  | Goud  | Goud  | Goud  | Goud  |
| WK junioren             | 21e    | 14e   | 9e    |       |        |        |        |       |       |       |       |       |       |       |       |       |